# Danske Bank
Danske Bank A/S ist die größte dänische Bank mit Hauptsitz in Kopenhagen am Holmens Kanal. Die Bank ist im Aktienindex OMX Copenhagen 25 an der Kopenhagener Börse gelistet. Der Konzern besteht aus der Danske Bank, Realkredit Danmark und Danica Pension und bietet unter dem Namen Fokus Bank Bankdienste in mehreren skandinavischen Staaten an. Weitere Tochterunternehmen sind die nordirische Northern Bank und die irische National Irish Bank sowie innerhalb Dänemarks Tochterunternehmen für Immobilien-, Kapital- und Leasinggeschäfte.

## Unternehmensgeschichte
Am 5. Oktober 1871 wurde die Danske Bank unter dem Namen Den Danske Landmandsbank mit einem Grundkapital von 2,4 Millionen Reichstalern (entspricht 4,8 Millionen dänischen Kronen) gegründet. Der Gründungsdirektor war Isak Glückstadt, der bis 1921 zusammen mit seinem Sohn Emil Glückstadt die größte Bank Skandinaviens aufbaute. Im Jahr 1919 bekam die Bank Liquiditätsprobleme, so dass der Staat von 1923 bis 1928 für die Bank garantieren musste.
1976 wurde der Name der Bank in Den Danske Bank geändert. Zu einer Fusion mit der Handelsbanken und der Provinsbanken kam es im Jahr 1990. Im darauffolgenden Jahr gründete die Bank eine eigene Lebensversicherungstochter. Die endgültige Übernahme der Mehrheit am Versicherungskonzern Baltica erfolgte 1993, nachdem sie bereits im Jahr zuvor 32 % der Aktien des seinerzeit in finanzielle Schwierigkeiten geratenen Versicherers erworben hatte. 1995 wurde das Sachversicherungsgeschäft von Baltica an den Versicherer Tryg verkauft, das Versicherungsgeschäft des Bankkonzerns wurde von da an unter dem Namen Danica betrieben.
Es folgte 1997 die Übernahme der schwedischen Östgöta Enskilda Bank. Die Den Danske Bank verkaufte 1999 das Sachversicherungsgeschäft der Danica, unter dem Namen Danica Pension wurden fortan ausschließlich Lebens-, Kranken- und Pensionsversicherungsverträge verkauft.
2000 wurde der Name der Bank in Danske Bank geändert. Im Jahr darauf fusionierte die Bank mit RealDanmark, die aus der BG Bank und Realkredit Danmark gebildet wurde. 2005 wurde die nordirische Northern Bank und die irische National Irish Bank und 2006 die finnische Sampo Pankki gekauft.
Die Bank ist Sponsor und Namensgeber des Vilnius Marathons.

## Direktoren

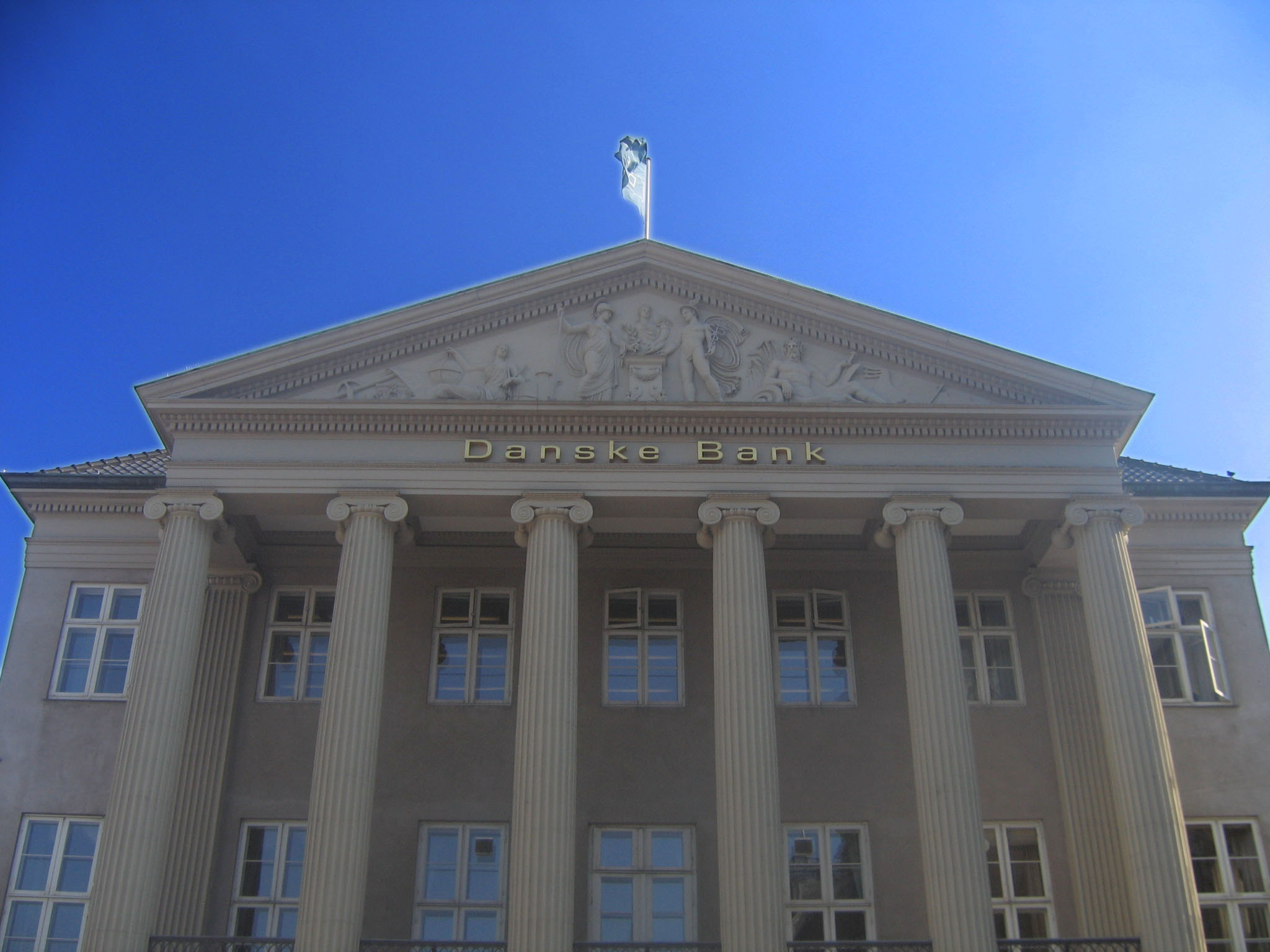
Unternehmenssitz der Danske Bank, Ansicht vom Kongens Nytorv

- 1871–1910 Isak Glückstadt (1839–1910)
- 1910–1922 Emil Glückstadt (1875–1923)
- 1922–1928 Emil Hertz
- 1922–1954 Oluf Nielsen
- 1928–1964 Poul Ingholt (1894–1965)
- 1964–1980 S. O. Sørensen
- 1980–1990 Tage Andersen (1927–2006)
- 1990–1998 Knud Sørensen
- 1998–2012 Peter Straarup (* 1951)
- 2012–2013 Eivind Kolding (* 1959)
- 2013–2018 Thomas F. Borgen (* 1964)
- 2018–2019 Jesper Nielsen
- 2019–2021 Chris Vogelzang
- 2021–0000 Carsten Rasch Egeriis

## Filiale in Litauen
Die Filiale in Litauen ist Danske Bank A/S Lietuvos filialas. 2010 erzielte man einen Umsatz von 472,044 Mio. Litas (136,7 Mio. Euro). SEB bankas beschäftigt 590 Mitarbeiter (2013). Der Vorgänger war Dezember 1994 gegründete UAB Lietuvos vystymo bankas (Entwicklungsbank Litauens), die im September 2000 zur lizenzierten Kommerzbank und Dezember 2000  vom finnischen Sampo gekauft wurde. Ab 2001 hieß sie SAMPO bankas. 2004 wurde die Uždaroji akcinė bendrovė (UAB) zur Akcinė bendrovė (AB). 2006 kaufte Danske Bank A/S die Gruppe von SAMPO Bank.  Seit Juni 2008 ist sie eine litauische Filiale von "Danske Bank". Generaldirektor ist Gintautas Galvanauskas und Vorstandsvorsitzende Eivind Kolding.

## Verurteilung wegen Geldwäsche
Laut Enthüllungen der dänischen Tageszeitung Berlingske sollen in der Danske Bank zwischen 2007 und 2015 über ihre Filiale in Estland Gelder aus Russland und ehemaligen Sowjetrepubliken in Milliardenhöhe gewaschen worden sein. So belegten die Bankunterlagen unter anderem, dass der deutsche CSU-Europarat-Abgeordnete Eduard Lintner im Rahmen eines aserbaidschanischen Geldwäsche- und Lobbying-Programms mehrere Zahlungen über eine Filiale der Danske Bank in Estland erhielt (siehe Aserbaidschan-Affäre).  Ein Whistleblower soll die Konzernführung schon 2013 über die Geldwäsche informiert haben, diese unternahm jedoch nichts. Aber Warnungen kamen auch von Regulierungsbehörden und Regierungsbeamten. Eine der denkwürdigsten Warnungen über die Geldwäscheaktivitäten der estnischen Filiale kam nicht von westlichen Partnern, sondern von der Russischen Zentralbank. Diese warnte bereits im Jahr 2007 die Danske Bank vor möglichen „kriminellen Aktivitäten in ihrer reinen Form, einschließlich Geldwäsche“. Die russische Zentralbank schätzte, dass der estnische Zweig „Milliarden Rubel monatlich“ gewaschen haben könnte.
Allein im Jahr 2013 sollen über deren Tochter in Estland umgerechnet 30 Milliarden Dollar (25,8 Milliarden Euro) aus dubiosen russischen Quellen transferiert worden sein. Zwischen 2007 und 2015 soll die Bank 150 Milliarden Dollar (128 Milliarden Euro) aus Russland gewaschen haben. Unter den auffälligen Kunden sollen sich Familienangehörige des russischen Präsidenten Wladimir Putin sowie Mitglieder des Nachrichtendienstes FSB befunden haben. Gemäß den Enthüllungen von Berlingske sollen russische Beamte und Kriminelle die DB-Filiale auch benutzt haben, um gestohlene Steuereinnahmen aus dem Land zu schleusen. Außerdem soll eine neuseeländische Firma Gelder aus einem illegalen Waffengeschäft zwischen Nordkorea und Iran gewaschen haben. Das Estland-Geschäft der Danske Bank trug überproportionale Gewinne ein. Die Rendite der Bank für das Gebietsfremden-Portfolio in Estland erreichte laut Aufsichtsbehörde allein im Jahr 2013 402 Prozent. Dem steht eine Rendite von 6,9 Prozent für die gesamte Bank gegenüber.
Die Danske Bank musste ein Strafgeld zahlen und wurde im Mai 2018 von der dänischen Aufsichtsbehörde dafür kritisiert, zu spät und unzureichend auf den Geldwäscheverdacht reagiert zu haben. Dänemarks Wirtschaftsminister Rasmus Jarlov sprach von einem „Schandfleck für den dänischen Bankensektor“ und kündigte an, dass die Finanzaufsichtsbehörde den neuesten Enthüllungen vom Juni 2018 nachgehen werde. Gegen die Bank wurden auch in Estland Ermittlungen eingeleitet.
Im Juli 2017 reichte Bill Browder, Mitbegründer und CEO der Fondsgesellschaft Hermitage Capital Management, bei den dänischen Behörden eine Strafanzeige ein und forderte sie auf, bei Danske Bank A/S eine Untersuchung wegen ihrer mutmaßlichen Rolle in dem als Troika Laundromat bezeichneten Geldwäscheskandal einzuleiten. Browder zeigte sowohl die 26 estnischen Ex-Danske-Bank-Angestellten wie die Bank selbst an, weil er sich als Geschädigter sieht. Mittlerweile ermittelt die dänische Sonderstaatsanwaltschaft für Wirtschaftskriminalität in dem Fall.
Am 19. September 2018 trat der Vorstandschef der Danske Bank, Thomas Borgen, im Zuge des Geldwäscheskandals zurück. Die Bank sei ihrer Verantwortung in dem Fall nicht nachgekommen, teilte er mit. Die Dänische Nationalbank warnte 2018 davor, dass der Skandal die Finanzstabilität des gesamten Landes gefährden könne, und rät Unternehmen, ihre Rücklagen zu erhöhen.
Am 20. Februar berichtete das Handelsblatt, dass die Europäische Union (EU) im Geldwäscheskandal um die Danske Bank nun auch die Verantwortung der zuständigen nationalen Aufsichtsbehörden prüfen werde. Die Bankenaufsichtsbehörde der EU (EBA) hatte am 19. Februar 2019 ein formelles Untersuchungsverfahren eröffnet. Dabei prüfe die EBA, ob die estnische und/oder die dänische Finanzinspektion mit Blick auf ihren Umgang mit der Danske Bank gegen EU-Recht verstoßen hat.
Der damalige Manager der Danske Bank in Estland, Aivar Rehe, wurde im September 2019 tot aufgefunden. Er wäre ein wichtiger Zeuge des Geldwäscheskandals gewesen.
Ende 2022 gab die Bank zu, dass sie zwischen 2008 und 2016 US-Banken betrogen hat. Insgesamt flossen 212 Milliarden Dollar durch das Bankensystem der USA. Danske-Verwaltungsratschef Martin Blessing sagte dazu: „Wir entschuldigen uns vorbehaltlos und übernehmen die volle Verantwortung für die inakzeptablen Versäumnisse und das Fehlverhalten der Vergangenheit, die bei der Danske Bank heute keinen Platz mehr haben“. Die zu zahlende Strafe beträgt 2 Milliarden Dollar.

## Zurückgehaltener Bericht der Bankenaufsicht
Entgegen der Mitteilung der EBA hat diese laut Süddeutscher Zeitung in ihrem Untersuchungsbericht insgesamt vier Rechtsverstöße festgestellt. Die Aufsichtsbehörden in Dänemark und Estland hätten in den Jahren 2007 bis 2014 auf Warnsignale nicht nachdrücklich genug reagiert. Diese sowie die deutsche Bankenaufsicht Bafin hätten gegen die Veröffentlichung des Berichts gestimmt. Der EU-Parlamentarier Sven Giegold (Grüne) kritisierte nach Angaben der SZ, dass alle bis auf eine Aufsichtsbehörde die von der Eba ausgearbeiteten Empfehlungen ablehnten. Giegold kündigte dazu "ein Nachspiel im Bundestag" an.

## Eigentümerstruktur
Die US-Investmentgesellschaft BlackRock, der größte unabhängige Vermögensverwalter weltweit, hält 5,10 Prozent der Anteile an der Danske Bank, 20 Prozent hält die A.P. Moller Holding Group (die größte Containerschiffsreederei der Welt), deren Vorsitzender seit September 2016 Robert Maersk Uggla ist. Alle anderen Anteilseigner liegen unter fünf Prozent. 44 Prozent der Anteilseigner kommen aus Dänemark, 20 Prozent aus den USA, 16 Prozent aus der EU, 15 Prozent aus Großbritannien und fünf Prozent aus anderen Regionen der Welt.